# Changshan
Der Kreis Changshan (chinesisch 常山县, Pinyin Chángshān Xiàn) ist ein Kreis der bezirksfreien Stadt Quzhou in der chinesischen Provinz Zhejiang. Die Fläche beträgt 1.097 Quadratkilometer und die Einwohnerzahl 259.966 (Stand: Zensus 2020). 1999 zählte Changshan 317.853  Einwohner.

## Administrative Gliederung
Auf Gemeindeebene setzt sich der Kreis Changshan aus sieben Großgemeinden und vierzehn Gemeinden zusammen. Diese sind:
- Großgemeinde Tianma (天马镇)
- Großgemeinde Zhaoxian (招贤镇)
- Großgemeinde Huibu (辉埠镇)
- Großgemeinde Fangcun (芳村镇)
- Großgemeinde Qiuchuan (球川镇)
- Großgemeinde Baishi (白石镇)
- Großgemeinde Qingshi (青石镇)

- Gemeinde Hejia (何家乡)
- Gemeinde Songfan (宋畈乡)
- Gemeinde Donglu (东鲁乡)
- Gemeinde Xinqiao (新桥乡)
- Gemeinde Jiarong (荚蓉乡)
- Gemeinde Xinchang (新昌乡)
- Gemeinde Jinyuan (金源乡)
- Gemeinde Longrao (龙绕乡)
- Gemeinde Tongyin (同弓乡)
- Gemeinde Qiankou (钳口乡)
- Gemeinde Daqiaotou (大桥头乡)
- Gemeinde Wuli (五里乡)
- Gemeinde Dong’an (东案乡)
- Gemeinde Gedi (阁底乡)